# Lagunas de Estaña

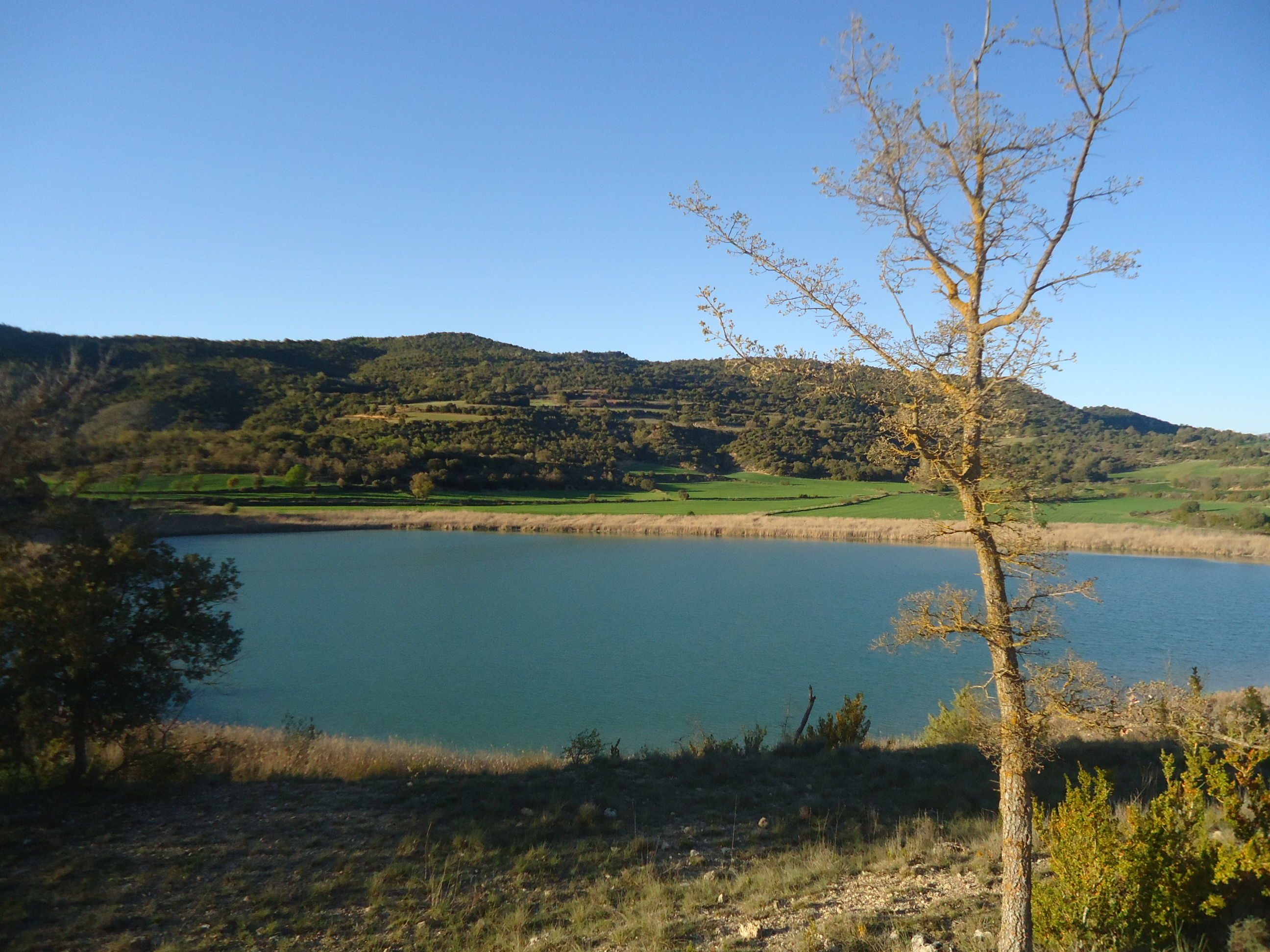
Vista de las lagunas.

Las lagunas de Estaña o estanys de Estaña son tres lagunas en la localidad aragonesa de Estaña (provincia de Huesca, España), protegidas como zona especial de conservación por su interés geomorfológico y su valor para la preservación de la biodiversidad.

## Descripción
Se trata de un poljé, una depresión de origen kárstico, rodeada por relieves de mayor altura. De valor geomorfológico, el Instituto Geológico y Minero de España las considera un lugar de interés geológico. La depresión forma lagunas, alimentadas por un acuífero local no conectado con los grandes acuíferos regionales. Se distinguen tres cuerpos de agua, popularmente conocidos como Estanque de Arriba, Laguna Grande y Laguna Pequeña.
La acumulación de agua en esta depresión genera un ecosistema que cobija insectos acuáticos, peces como la bermejuela, especie endémica de la península ibérica que destaca por habitar espacios endorreicos, y reptiles acuáticos como el galápago europeo, característico de cursos de aguas tranquilas. Es también un punto de interés por sus aves acuáticas, contándose treinta y cinco especies diferentes.
Por su interés para la preservación de la biodiversidad fue propuesta como lugar de importancia comunitaria (LIC) en 2000, siendo confirmada en 2006, y posteriormente reforzada como zona especial de conservación (ZEC).